# Claude Jarman Jr.
Claude Jarman Jr. (født 27. september 1934 i Nashville, USA - død 12. januar 2025 i Californien) var en amerikansk barneskuespiller. Han var bedst kendt for sin rolle som Jody i Hjortekalven fra (1946).